# Anisoplia segetum
Anisoplia segetum är en skalbaggsart som först beskrevs av Herbst 1783. Enligt Catalogue of Life ingår Anisoplia segetum i släktet Anisoplia och familjen Rutelidae, men enligt Dyntaxa är tillhörigheten istället släktet Anisoplia och familjen bladhorningar. Arten har ej påträffats i Sverige. Utöver nominatformen finns också underarten A. s. rasa.